# Heechhiem (Deinum)
Heechhiem is een poldermolen nabij het Friese dorp Deinum, dat in de Nederlandse gemeente Waadhoeke ligt.

## Beschrijving
Heechhiem, in 1936 gebouwd voor de bemaling van de Heechhiemsterpolder, staat nog geen kilometer ten westen van Deinum aan de Blessumervaart, vlak bij het Van Harinxmakanaal. Het is een maalvaardige Amerikaanse windmotor met achttien bladen van het type Record. Heechhiem werd in 2002-2004 gerestaureerd in opdracht van de Stichting Molens in Menaldumadeel, die de molen in eigendom heeft. De windmotor is op afspraak te bezichtigen.